# 科奈卡區
科奈卡區（西班牙語：Distrito de Conayca），是秘魯的一個區，位於該國中南部萬卡韋利卡大區的萬卡韋利卡省，始建於1923年1月5日，面積37.79平方公里，海拔高度3,682米，2005年人口1,307，人口密度每平方公里35人。